# Discographie d'Ultimo
La discographie d'Ultimo, chanteur italien de Pop, comprend l'ensemble des disques publiés au cours de sa carrière. En août 2024, elle comporte six albums, un EP et 30 singles en tant qu'artiste principal. 

## Albums studio
| Année                                                                                        | Titre | Classements | Classements | Certifications       |
| Année                                                                                        | Titre | ITA         | SWI         | Certifications       |
| -------------------------------------------------------------------------------------------- | --- | ----------- | ----------- | -------------------- |
| 2017                                                                                         | Pianeti - Publication : 6 octobre 2017 - Label : Honiro - Formats : CD, LP, téléchargement, streaming          | 5           | —           | (FIMI) : 4 × Platine |
| 2018                                                                                         | Peter Pan - Publication : 9 février 2018 - Label : Honiro - Formats : CD, téléchargement, streaming            | 1           | —           | : 6 × Platine        |
| 2019                                                                                         | Colpa delle favole - Publication : 5 avril 2019 - Label : Honiro - Formats : CD, LP, téléchargement, streaming | 1           | 21          | : 6 × Platine        |
| 2021                                                                                         | Solo - Publication : 22 octobre 2021 - Label : Ultimo Records - Formats : CD, LP, téléchargement, streaming    | 1           | 12          | : 4 × Platine        |
| 2023                                                                                         | Alba - Publication : 17 février 2023 - Label : Ultimo Records - Formats : CD, LP, téléchargement, streaming    | 1           | 5           | : 2 × Platine        |
| 2024                                                                                         | Altrove - Publication : 17 mai 2024 - Label : Ultimo Records - Formats : CD, LP, téléchargement, streaming     | 1           | 8           | : Platine            |
| "—" indique que l'album n'a pas été classé dans le pays et/ou n'a pas reçu de certification. | |             |             |                      |

## EP
| Année | Titre | Classements | Certifications |
| Année | Titre | ITA         | Certifications |
| ----- | --- | ----------- | -------------- |
| 2023  | Ultimo Live Stadi 2023 - Pubblicato: 21 luglio 2023 - Etichetta: Ultimo Records - Formati: Download digitale, streaming | 46          | —              |

## Singles

### En tant qu'artiste princial
| Année                                                                                          | Titre                     | Classements | Classements | Certifications   | Album              |
| Année                                                                                          | Titre                     | ITA         | SWI         | Certifications   | Album              |
| ---------------------------------------------------------------------------------------------- | ------------------------- | ----------- | ----------- | ---------------- | ------------------ |
| 2017                                                                                           | Chiave                    | —           | —           | —                | Pianeti            |
| 2017                                                                                           | Ovunque tu sia            | —           | —           | (FIMI) : Platine | Pianeti            |
| 2017                                                                                           | Sabbia                    | —           | —           | : Platine        | Pianeti            |
| 2017                                                                                           | Pianeti                   | 20          | —           | : 4 × Platine    | Pianeti            |
| 2017                                                                                           | Stasera                   | —           | —           | : Or             | Pianeti            |
| 2017                                                                                           | Il ballo delle incertezze | 6           | —           | : 3 × Platine    | Peter Pan          |
| 2018                                                                                           | Poesia senza veli         | 20          | —           | : 2 × Platine    | Peter Pan          |
| 2018                                                                                           | Cascare nei tuoi occhi    | 6           | —           | : 3 × Platine    | Peter Pan          |
| 2018                                                                                           | Ti dedico il silenzio     | 25          | —           | : 3 × Platine    | Peter Pan          |
| 2019                                                                                           | I tuoi particolari        | 2           | 48          | : 4 × Platine    | Colpa delle favole |
| 2019                                                                                           | Fateme cantà              | 12          | —           | : Or             | Colpa delle favole |
| 2019                                                                                           | Rondini al guinzaglio     | 5           | —           | : 3 × Platine    | Colpa delle favole |
| 2019                                                                                           | Ipocondria                | 23          | —           | : Platine        | Colpa delle favole |
| 2019                                                                                           | Piccola stella            | 12          | —           | : 5 × Platine    | Colpa delle favole |
| 2019                                                                                           | Quando fuori piove        | 20          | —           | : Or             | Colpa delle favole |
| 2019                                                                                           | Tutto questo sei tu       | 1           | —           | : 2 × Platine    | Solo               |
| 2020                                                                                           | 22 settembre              | 3           | —           | : 2 × Platine    | Solo               |
| 2020                                                                                           | 7+3                       | 21          | —           | : Platine        | Solo               |
| 2021                                                                                           | Buongiorno vita           | 2           | —           | : 2 × Platine    | Solo               |
| 2021                                                                                           | Niente                    | 8           | —           | : Platine        | Solo               |
| 2021                                                                                           | Supereroi                 | 66          | —           | : Or             | Solo               |
| 2022                                                                                           | Vieni nel mio cuore       | 19          | —           | : 4 × Platine    | Alba               |
| 2022                                                                                           | Ti va di stare bene       | 12          | —           | : Platine        | Alba               |
| 2023                                                                                           | Alba                      | 9           | 56          | : 2 × Platine    | Alba               |
| 2023                                                                                           | Nuvole in testa           | 77          | —           | : Or             | Alba               |
| 2023                                                                                           | Occhi lucidi              | 10          | —           | : Or             | Altrove            |
| 2024                                                                                           | Altrove                   | 13          | —           | : Platine        | Altrove            |
| 2024                                                                                           | Neve al sole              | 38          | —           | : Or             | Altrove            |
| 2024                                                                                           | La parte migliore di me   | 32          | —           | —                | —                  |
| 2025                                                                                           | Bella davvero             | 6           | —           | —                | —                  |
| "—" indique que le single n'a pas été classé dans le pays et/ou n'a pas reçu de certification. |                           |             |             |                  |                    |

### En tant qu'invité
| Année                                                                                          | Titre                         | Artistes                                                                               | Classements | Certifications | Album                                                  |
| Année                                                                                          | Titre                         | Artistes                                                                               | ITA         | Certifications | Album                                                  |
| ---------------------------------------------------------------------------------------------- | ----------------------------- | -------------------------------------------------------------------------------------- | ----------- | -------------- | ------------------------------------------------------ |
| 2017                                                                                           | Osg16                         | Ultimo, Comagatte, Eden, Young Slash, Xfetto, KAYLER, Nese Ikaro, Il Tre, Evrint Bless | —           | —              | —                                                      |
| 2017                                                                                           | Ricco e sobrio                | Tucano feat. Ultimo                                                                    | —           | —              | Fuga dalla calma                                       |
| 2018                                                                                           | L'eternità (il mio quartiere) | Fabrizio Moro feat. Ultimo                                                             | 71          | : Or           | —                                                      |
| 2018                                                                                           | Tenebre                       | Sercho feat. Ultimo                                                                    | —           | —              | Temporale                                              |
| 2018                                                                                           | E fumo ancora                 | Mostro feat. Ultimo                                                                    | —           | —              | Ogni maledetto giorno - Inferno edition                |
| 2019                                                                                           | Roma capoccia - Live          | Antonello Venditti feat. Ultimo                                                        | —           | —              | Sotto il segno dei pesci - The Anniversary Tour (Live) |
| 2022                                                                                           | 2step                         | Ed Sheeran feat. Ultimo                                                                | 24          | : Platine      | —                                                      |
| 2024                                                                                           | L'ultima poesia               | Geolier feat. Ultimo                                                                   | 1           | : 4 × Platine  | Dio lo sa                                              |
| "—" indique que le single n'a pas été classé dans le pays et/ou n'a pas reçu de certification. |                               |                                                                                        |             |                |                                                        |

## Autres chansons classées et/ou certifiées
| Année                                                                                          | Titre                                   | Classement | Certifications | Album                     |
| Année                                                                                          | Titre                                   | ITA        | Certifications | Album                     |
| ---------------------------------------------------------------------------------------------- | --------------------------------------- | ---------- | -------------- | ------------------------- |
| 2017                                                                                           | Racconterò di te                        | —          | (FIMI) : Or    | Pianeti                   |
| 2017                                                                                           | Sogni appesi                            | 39         | : 2 × Platine  | Pianeti                   |
| 2017                                                                                           | Giusy                                   | —          | : Platine      | Pianeti                   |
| 2017                                                                                           | L'unica forza che ho                    | —          | : Platine      | Pianeti                   |
| 2017                                                                                           | L'eleganza delle stelle                 | —          | : Or           | Pianeti                   |
| 2018                                                                                           | La stella più fragile dell'universo     | 61         | : Platine      | Peter Pan                 |
| 2018                                                                                           | Peter Pan (Vuoi volare con me?)         | —          | : Platine      | Peter Pan                 |
| 2018                                                                                           | Buon viaggio                            | —          | : Or           | Peter Pan                 |
| 2018                                                                                           | Farfalla bianca                         | —          | : Platine      | Peter Pan                 |
| 2018                                                                                           | Vorrei soltanto amarti                  | —          | : Or           | Peter Pan                 |
| 2018                                                                                           | Canzone stupida                         | —          | : Or           | Peter Pan                 |
| 2018                                                                                           | Dove il mare finisce                    | —          | : Or           | Peter Pan                 |
| 2019                                                                                           | Colpa delle favole                      | 11         | : Or           | Colpa delle favole        |
| 2019                                                                                           | Amati sempre                            | 16         | : Platine      | Colpa delle favole        |
| 2019                                                                                           | Quella casa che avevamo in mente        | 26         | : Or           | Colpa delle favole        |
| 2019                                                                                           | La stazione dei ricordi                 | 29         | —              | Colpa delle favole        |
| 2019                                                                                           | Aperitivo grezzo                        | 32         | —              | Colpa delle favole        |
| 2019                                                                                           | Il tuo nome (Comunque vada con te)      | 38         | —              | Colpa delle favole        |
| 2019                                                                                           | Fermo                                   | 43         | —              | Colpa delle favole        |
| 2021                                                                                           | Sul finale                              | 19         | : Platine      | Solo                      |
| 2021                                                                                           | Solo                                    | 32         | : Or           | Solo                      |
| 2021                                                                                           | Il bambino che contava le stelle        | 35         | : Or           | Solo                      |
| 2021                                                                                           | Quel filo che ci unisce                 | 38         | : Platine      | Solo                      |
| 2021                                                                                           | Spari sul petto                         | 53         | —              | Solo                      |
| 2021                                                                                           | Isolamento                              | 62         | —              | Solo                      |
| 2021                                                                                           | La finestra di Greta                    | 74         | —              | Solo                      |
| 2021                                                                                           | Non sapere mai dove si va               | 92         | —              | Solo                      |
| 2021                                                                                           | Quei ragazzi                            | 100        | —              | Solo                      |
| 2022                                                                                           | Equilibrio mentale - Home Piano Session | 66         | —              | Solo - Home Piano Session |
| 2023                                                                                           | Tutto diventa normale                   | 96         | —              | Alba                      |
| 2023                                                                                           | Amare                                   | 97         | —              | Alba                      |
| 2023                                                                                           | Paura mai                               | 77         | —              | Ultimo Live Stadi 2023    |
| 2024                                                                                           | Neve al sole                            | 38         | —              | Altrove                   |
| 2024                                                                                           | Quei due innamorati                     | 76         | —              | Altrove                   |
| 2024                                                                                           | Lunedì                                  | 82         | —              | Altrove                   |
| 2024                                                                                           | Quando saremo vecchi                    | 91         | —              | Altrove                   |
| "—" indique que le single n'a pas été classé dans le pays et/ou n'a pas reçu de certification. |                                         |            |                |                           |